# Equipament de telecomunicacions
El conjunt d'equipament de telecomunicacions o d'equips de telecomunicacions, el componen els diferents equips utilitzats dins l'entorn de les telecomunicacions. Des de la dècada de 1990 el límit entre equips de telecomunicacions i equipament de TI s'ha tornat borrós com a resultat de la gran expansió d'Internet i el seu paper creixent en la transferència de dades en el món de les telecomunicacions.

## Tipus
Els equips de telecomunicacions poden ser pràcticamen dividits en les categories següents:
- Equips de commutació pública
  - Commutadors analògics
  - Commutadors digitals
- Equips de transmissió
  - Línies de transmissió
    - Fibra òptica

  - Estacions base transceptores
  - Multiplexors
  - Bucles locals
  - Satèl·lits de comunicacions
- Equips del client
  - Commutadors privats
  - Xarxes d'àrea local
  - Mòdems
  - Telèfons mòbils
  - Telèfon fix
  - Contestadors automàtics
  - Teletips
  - Màquines de Fax
  - Cercapersones
  - Routers

## Semiconductors
La majoria dels elements essencials de les telecomunicacions modernes es fabriquen a partir de MOSFET (transistors d'efecte de camp d'òxid metàl·lic i semiconductor), inclosos dispositius mòbils, transceptors, mòduls d'estació base, encaminadors, amplificadors de potència de RF, microprocessadors, xips de memòria i circuits de telecomunicacions . A partir del 2005, els equips de telecomunicacions van començar a representar el 16,5% del mercat anual de microprocessadors, "in crescendo".

## Venedors
Els cinc venedors més grans d'equips de telecomunicacions del món (excloent terminals de telefonia mòbil), d'acord amb ingressos el 2017 són:
1. Ericsson
2. Nokia Networks
3. Cisco Systems

Els cinc més grans venedors del món de routers i commutadors, segons Global Service Provider Survey, juny de 2015:
1. Cisco Systems
2. Nokia Networks
3. Juniper Networks
4. Huawei Technologies
5. ZTE Corporation

Els més grans fabricants del món de terminals de telefonia mòbil , 1r trimestre de 2016, principals líders en vendes de Telèfon intel·ligent:
1. Samsung (82.5 millones)
2. Apple (51.6 millones)
3. Huawei Technologies (28.9 millones)
4. OPPO (16.1 millones)
5. Xiaomi (14.8 millones)
6. VIVO (14.3 millones)
7. LG Electronics (13.5 millones)
8. ZTE Corporation (11.7 millones)
9. Lenovo (10.9 millones)
10. TCL (8.9 millones)
11. Meizu (5.5 millones)
12. Micromax Mobile (5.0 millones)
13. Sony (< 5.0 millones)

## Equips de telecomunicacions usats
Atès que la tecnologia dels equips de telecomunicacions va evolucionant amb gran rapidesa, els operadors es veuen obligats a mirar els equips de telecomunicacions discontinuats o, usats i restaurats com una alternativa  més barata per a mantenir les seves xarxes. El mercat d'equips de telecomunicacions usats s'ha expandit ràpidament a l'última dècada amb equips usats i restaurats que ofereixen una perfecta funcionalitat. Els operadors i els usuaris finals busquen sovint economitzar amb equips que esdevenen més difícils d'aconseguir que de vegades poden provenir de les plataformes dels operadors de telecomunicacions globals.